# The Uniques
A The Uniques egy jamaicai ska, rocksteady és reggae vokális együttes volt a hatvanas-hetvenes években.
A The Uniques együttest eredetileg 1966-ban alapította Roy Shirley, Slim Smith és Franklyn White (Smith és White a The Techniques tagjai voltak), ekkor néhány kislemezt jelentettek meg, majd feloszlottak. 1967-ben Smith újra megalapította az együttest, ekkor Jimmy Riley és Lloyd Charmers zenészekkel. Első slágerük a "Watch This Sound" volt, ami Stephen Stills "For What It's Worth" című számának feldolgozása. Ezt egy sor sikeres lemez követte Bunny Lee stúdiójában, köztük a "My Conversation", amit Lee eladott Rupie Edwardsnak, aki ez alapján készítette első one-rhythm albumát, a Yamaha Skank-et.
Első nagylemezük, az Absolutely The Uniques a Trojan Recordsnál jelent meg 1969-ben, de a csapat még abban az évben feloszlott.

## Lemezek
- Absolutely The Uniques (1969, Trojan)
- Showcase (1978, Jackpot)
- Give Thanks (1979, Plant) (recorded 1977)
- The Best of The Uniques (1994, Trojan)
- Watch This Sound (1998, Pressure Sounds)